# هاري هيبز
هنري أو هاري إدوارد هيبز (27 مايو 1906 - 23 أبريل 1984) كان لاعب كرة قدم إنجليزي لعب كحارس مرمى لبرمنغهام وإنجلترا في عشرينات وثلاثينات القرن العشرين. عمه وابن عمه هوبير بيرسون وهارولد بيرسون كانا كلاهما لاعبين محترفين.

## المسيرة
وُلِد هيبز في ويلنكوت وستافوردشاير، وأثناء تدريبه كسباك، لعب لفريقه المحلي ويلنكوت هولي ترينيتي وقلعة تامورث، اللذان كان لهما بعض المواسم الحارة في برمنغهام ومنطقة دوري كرة القدم (تنازل النادي عن مجموع 164 لاعبًا) أهداف خلال موسمي 1922 و1923). على الرغم من ذلك، لفت هيبز انتباه برمنغهام عندما كان يبلغ من العمر 17 عامًا، وأثار إعجابه كثيرًا في التجارب التي عرضت عليه أشكالًا احترافية في مايو 1924. من بين أساطير النادي مثل فرانك ووماك وجو برادفورد، أصبح هيبز سمة منتظمة لفريق بيلي بير، لكنها كانت فترة قاحلة في تاريخ النادي.
كان وصول ليزلي نايتون من بورنماوث وبوسكومب أثليتيك في عام 1928 إشارة إلى تحسن حظوظ كل من هيبز وبرمنغهام. كان هيبز جزءًا من جولة الاتحاد الإنجليزي إلى جنوب إفريقيا وخاض ثلاث مباريات مع دوري كرة القدم XI. أكسبته مستواه في جولة الاتحاد الإنجليزي استدعاءً لإنجلترا، وتم اختياره للعب ويلز في ستامفورد بريدج في 20 نوفمبر 1929. فازت إنجلترا بالمباراة 6-0، بثلاثية من جورج كامسيل تم اختياره لـ «المحترفين» في درع الاتحاد الإنجليزي لكرة القدم عام 1929، لكنه غاب عن المباراة بسبب الإصابة.
قبل ظهور هيبز لأول مرة، جرب منتخب إنجلترا 21 حارس مرمى مختلف في تسع سنوات منذ تقاعد سام هاردي في عام 1920. كان هيبز تقريبًا «نسخة كربونية» من هاردي، غير مدهش ولكنه موثوق للغاية، مفضلًا أن يفعل كل شيء بأبسط طريقة ممكنة، وهو أسلوب كان يجعله يصبح حارس المرمى الأكثر تتويجًا في إنجلترا حتى ذلك الوقت، كما هو تم اختياره 25 مرة لإنجلترا (عشر شباك نظيفة) وأصبح حارسًا رئيسيًا في منتصف الثلاثينات.
وصل برمنغهام إلى نهائي كأس الاتحاد الإنجليزي في عام 1931، حيث خسر 2-1 أمام فريق وست بروميتش ألبيون القوي. تم اختيار ابن عم هيبز، هارولد بيرسون، الذي لعب في الفريق الفائز في نهائي الكأس، للعب مع إنجلترا ضد اسكتلندا في 9 أبريل 1932 في ما سيكون ظهوره الدولي الكامل الوحيد.
بعد أكثر من 389 مباراة انتهت مسيرته مع برمنغهام لفترة قصيرة في بداية الحرب العالمية الثانية. جاءت شهادته ضد منافسه عبر المدينة أستون فيلا في 13 أبريل 1940، في أول لعبة فائدة في زمن الحرب.

## المهنة الإدارية
في أغسطس 1944، أصبح هيبس مديرًا لشركة والسال لمدة سبع سنوات. كان أبرز ما في هذه الفترة هو ظهور النادي في نهائي دوري الدرجة الثالثة (الجنوبية) عام 1946، أمام 20000، على ملعب ستامفورد بريدج ضد بورنموث وبواسطة فريق رون كروتشلي، دوج ليشمان، ريج فولكس، «نوتي» نيومان وحارس المرمى جاكي. لويس.
عاد هيبز للعب في مرمى نادي هافيلاندز بين فبراير 1953 والصيف التالي. ثم غادر كرة القدم تمامًا قبل أن يعود ليقوم بمهمتين إداريتين في وير لموسم 1960–61 وويلوين جاردن سيتي لموسم 1962–63.

## بعد كرة القدم
استقر هيبز في ويلوين جاردن سيتي، حيث توفي في أبريل 1984 عن عمر يناهز 77 عامًا.

## مرتبة الشرف
برمنغهام
- نهائي كأس الاتحاد الانجليزي: 1930-1931

## روابط خارجية
- هاري هيبز على موقع Englandstats.com
- الملف الشخصي على إنجلترا لكرة القدم اون لاين